# Józef Hurko
Józef Hurko (Iosif Gurko, ros. Иосиф Александрович Гурко, ur. 26 września 1782, zm. 9 grudnia 1857) – rosyjski generał porucznik, naczelnik wojenny województwa lubelskiego i guberni lubelskiej (1831–1842).

## Życiorys
Pochodził ze szlachty polskiej, z białoruskiego rodu Hurko-Romejko (Romejko-Hurko, Hurko-Romeyko) herbu Hurko, mieszkającego przed rozbiorami w województwie witebskim, a w zaborze rosyjskim wpisanego do IV części Księgi rodów szlacheckich guberni mohylewskiej.
31 grudnia 1801 r. w randze podporucznika został powołany do służby w 6 Taurydzkim Pułku Grenadierów. 25 stycznia 1810 r. został mianowany adiutantem generała piechoty Michaiła Barclay de Tolly.
4 stycznia 1811 r. został przeniesiony do Siemionowskiego Pułku Lejbgwardii. Uczestniczył w wojnie ojczyźnianej 1812 r. i kampanii armii rosyjskiej w Europie Zachodniej. Wyróżnił się w bitwie pod Borodino, podczas oblężenia i zdobycia twierdzy toruńskiej w 1813 r. oraz w bitwie pod Kulm. Po bitwie pod Budziszynem otrzymał stopień sztabskapitana (9 maja 1813 r.), a po bitwie pod Lipskiem stopień kapitana (6 października).
18 marca 1814 r. po zdobyciu Paryża awansował na pułkownika. 1 czerwca 1815 r. został mianowany dowódcą 5 Kałuskiego Pułku Piechoty.
12 grudnia 1824 r. został awansowany na generała majora i mianowany dowódcą 2 Brygady Piechoty 2 Dywizji Piechoty. 17 listopada 1827 r. został odznaczony Orderem św. Jerzego IV klasy za 25 lat nieskazitelnej służby oficerskiej.
Brał aktywny udział w tłumieniu powstania listopadowego w 1831 r. Za tę kampanię otrzymał Order Świętego Włodzimierza III klasy i Order Świętej Anny I klasy oraz Polską Odznakę Zaszczytną za Zasługi Wojenne II klasy.
9 października 1831 r. został mianowany naczelnikiem wojennym województwa lubelskiego (od 1837 r. – guberni lubelskiej). 30 sierpnia 1839 r. awansował na generała porucznika. Jako lubelski naczelnik wojenny (który podporządkował sobie cywilne władze wojewódzkie) znany jest z działań rusyfikatorskich: plany przebudowy w stylu rosyjskim cerkwi greckiej przy ulicy Zielonej w Lublinie (1831), przebudowa kościoła powizytkowskiego na cerkiew prawosławną (1837) (mimo że w 1839 r. w Lublinie było tylko 16 prawosławnych), ale i z inicjatyw, które przyczyniły się do rozwoju miasta: ulepszenie szpitala wenerycznego, który na cześć protektora otrzymał imię św. Józefa.
21 listopada 1842 r. został szefem administracji cywilnej terytorium Zakaukazia.
6 czerwca 1845 r. mianowany senatorem, a 16 grudnia 1848 r. – prezesem departamentu Heroldii. W dniu koronacji cesarza Aleksandra II 26 sierpnia 1856 r. otrzymał rangę rzeczywistego tajnego radcy.
Na prośbę generała Hurki (i jego krewnego, gen. W. Hurki) 14 maja 1851 r. rosyjska Heroldia zatwierdziła rosyjski herb Hurków (herb Romejko-Gurko), oparty na polskim herbie Hurko (odmiana herbu Pierzchała).
Józef Hurko zmarł 9 grudnia 1857 r. Został pochowany na rzymskokatolickim cmentarzu Wyborskim w Sankt Petersburgu.

## Odznaczenia
- Order Świętego Włodzimierza IV klasy z kokardą (1812 – za udział w bitwie pod Borodino)
- Order Świętej Anny II klasy (1813 – za zdobycie Torunia) z brylantami (1813 – za udział w bitwie pod Kulm)
- Order Świętego Jerzego IV klasy (1824 – za 25 lat nieskazitelnej służby oficerskiej)
- Order Świętego Włodzimierza III klasy (1831)
- Order Świętej Anny I klasy (1831) z cesarską koroną (1833)
- Order Świętego Włodzimierza II klasy (1838)
- Order Orła Białego (1 stycznia 1852)